# De Bellis Antiquitatis
De Bellis Antiquitatis, DBA, är en regeluppsättning för historiska krigsspel med figurer utvecklat på 1990-talet. De Bellis Antiquitatis ingår bland de så kallade DBx-spelen, det vill säga figurspel som utvecklas av Wargames Research Group.
Regelboken innehåller över 320 olika armélistor i fyra olika tidsperioder. Varje armé kan möta andra arméer på någotsånär lika villkor. Reglerna begränsar alla arméer till 12 enheter. De Bellis Antiquitatis är snabbspelat, en normal spelomgång tar ca 60 minuter.